# Premnoplex tatei
Premnoplex tatei là một loài chim trong họ Furnariidae.